# Satang

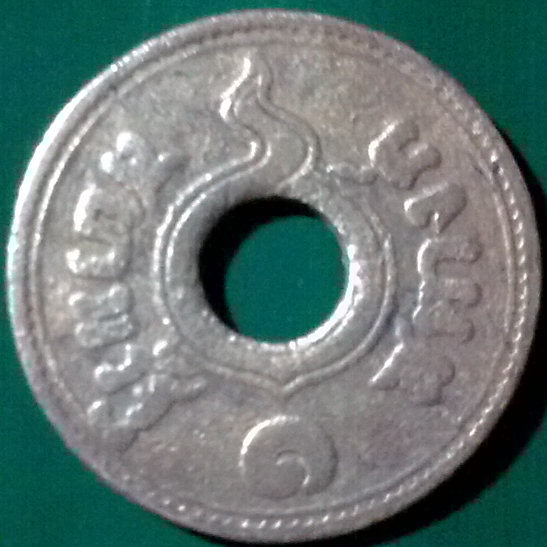
1 satang

De satang of setang is een Thaise munt. De waarde is 1/100-deel van de baht, de officiële munteenheid van Thailand.
De aluminium munten van 1, 5 en 10 satang zijn eigenlijk niet meer in omloop. Iets vaker maar nog steeds in beperkte mate worden messing munten met een waarde van 25 en 50 satang gebruikt. In euro's gaat het om zeer kleine bedragen van respectievelijk circa 0,5 en 1 eurocent (koerswaarde september 2008).
Op de achterkant staat de vorige koning van Thailand, Rama IX, afgebeeld.